# Kostel svatých apoštolů Jana a Pavla (Malín)
Kostel svatých apoštolů Jana a Pavla (původně Kostel svatého Jana Křtitele) je kostel v obci Malín (okres Kutná Hora). Spolu s kostelem sv. Štěpána je dominantou obce. Kostel byl postaven v lokalitě původního hradiště Slavníkovců. Patří mezi nejstarší dochované sakrální stavby v Česku a patří ke skupině staveb s gotizující úpravou v barokní době, tedy tzv. „barokní gotiky“. Kostel byl postaven pravděpodobně koncem 10. století v románském slohu. Tato datace ale nebyla během průzkumu kostela jednoznačně potvrzena. Ve 12. století byl přestavěn a poté v roce 1922 opraven. Je to jednolodní, obdélný kostel s apsidou a se severozápadní hranolovou věží s okny s lomenými oblouky, barokně-gotickou, krytou stanovou střechou. Věž byla přistavěna později a následně upravena v 18. století. Kolem kostela je hřbitov obklopený zdí se zdobenou bránou. Současný vlastník kostela je Církev československá husitská. Objekt je chráněn jako kulturní památka.

## Historie objektu
Kostel Byl postaven ve významné lokalitě původního hradiště východočeských Slavníkovců. Václav Mencl považoval kostel za dílo Slavníkovců, kterým Malín s mincovnou patřil. Rudolf Turek přisoudil kostelu otónský charakter, a upozornil na podobnost jeho zdiva s kostelem na hradě Libici. R. Turka zjištění by podporovalo datování kostela, podobně jako historické údaje, ještě do 10. století. Tomu by odpovídalo i užití širokého klenebního pásu před konchou apsidy, kterého bylo podobně užito také v prvotní bazilice sv. Jiří na Pražském hradě.
Z počátku 14. století pochází spodní část věže. Při pozdně středověké přestavbě byla věž zpevněna pilíři v obou západních nárožích. Stejnému období náleží také krov nad lodí kostela. Okna s lomeným obloukem a další prvky jsou výsledkem historizující barokní úpravy v prvních dvou desetiletích 18. století. Za josefínských reforem byl kostel odsvěcen a roku 1787 prodán v dražbě malínské obci. Kostel byl využíván jako sklad zeleniny, prken a hospodářského náčiní. Roku 1822 zde byla zřízena sýpka. Interiér kostela byl přestropen, vysoká okna byla zazděna a vnitřek prosvětlen jen nízkými okny. Na konci 19. století sloužilo přízemí jako sklad hasičského náčiní, patro stále jako sýpka. Po první světové válce v letech 1920-1922 proběhla proměna kostela pro potřeby nově vzniklé Československé církve husitské, a zároveň i celková rekonstrukce památky. Odstranilo se přestropení interiéru a obnovila se okna kostela. Portál s lomeným obloukem na jižní straně lodi je z této doby.
V roce 2007 proběhla rozsáhlá rekonstrukce u této stavby, přičiněním současného vlastníka – Církve československé husitské.

## Popis objektu

### Okolí
Kostel stojí ve svahu na západní straně Malína a je součástí zdejší zástavby. Před západním průčelím je hřbitov, obklopený zdí s bránou, zdobenou 2 vázami z 18. století.

### Půdorys

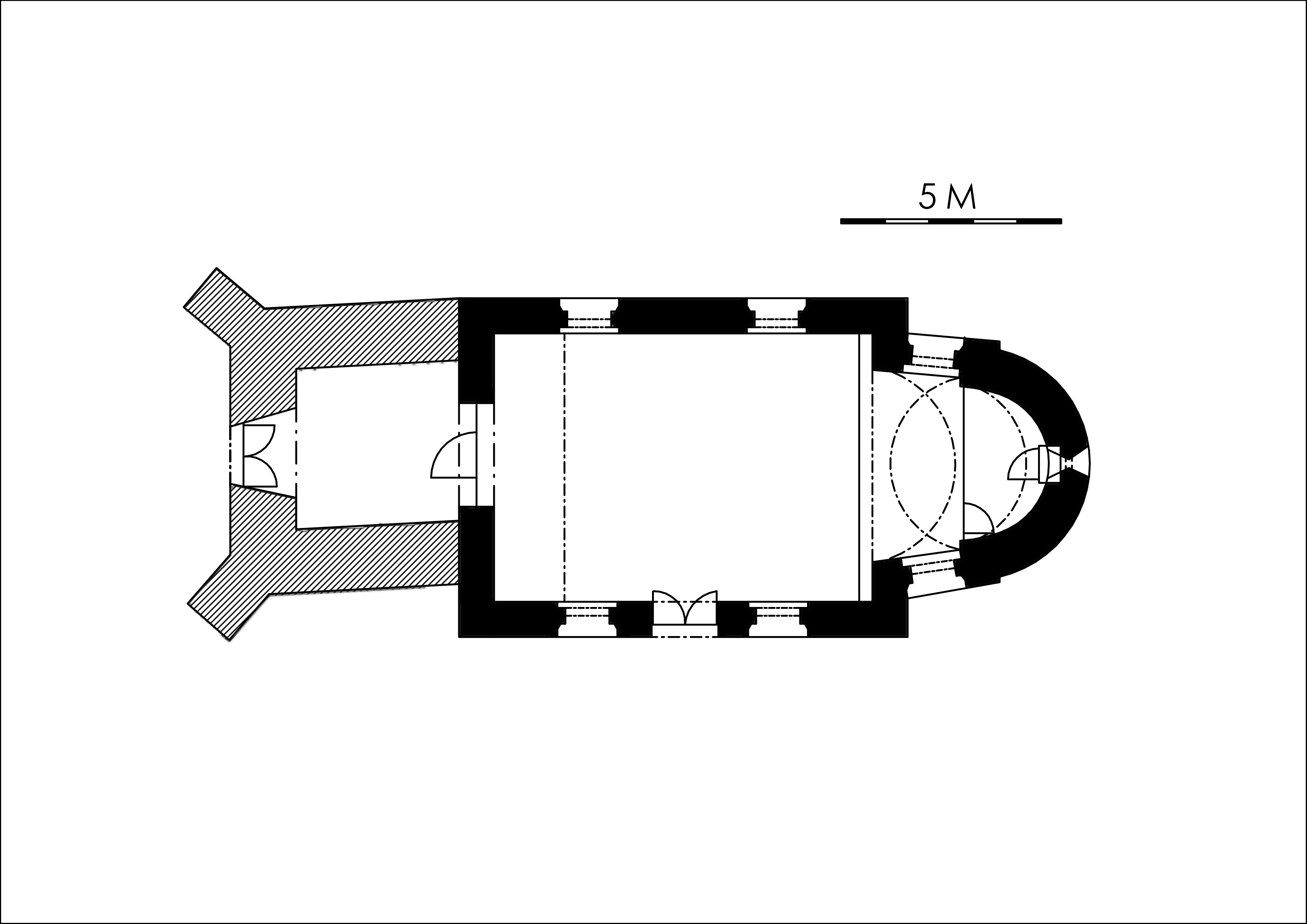
Půdorys kostela

Kostel má obdélnou loď, na kterou navazuje odsazený půlkruhový presbytář ve východní apsidě. Na západě je věž v nárožích s opěrnými pilíři. Loď je plocho-stropá, apsida je sklenutá konchou, podvěží i patro věže plocho-stropé. Podvěží je od západu přístupné portálem s novověkým profilem ostění. Uprostřed jižní strany lodi je vstup bez ostění.

### Exteriér
Kostel má okna s lomenými oblouky (na každé straně lodi jsou dvě, další dvě jsou v presbytáři) a zaklenutý vstup na jižní straně do lodi, nad kterým je čtvercová pamětní deska, připomínající úpravu v roce 1922. Průčelí věže mírně převyšuje střechu lodi a v její nejvyšší úrovni jsou na třech stranách hodinové ciferníky. Nad západní zdí lodi se uplatňuje štít, který má nižší sklon – okolo 35 stupňů. Krov lodi má pozdně středověkou konstrukci. Věž je ukončena převýšenou střechou mansardového tvaru.
V rámci archeologického průzkumu, který proběhl během rekonstrukce kostela v roce 2007, bylo zjištěno, že věž kostela byla staticky zajišťována několikrát. Při posledním statickém zajištění ve 20. letech 20. století bylo zdivo věže staženo systémem táhel s kovovými závlačemi. V důsledku toho se věž pohybuje jako staticky tuhý celek, který tlačí na západní úseky zdiva lodi, kde díky tomu vznikaly mohutné trhliny. Trhliny byly největší v úrovni hlavních říms. V místech trhlin bylo odkryto zdivo lodi z drobných kvádrů kladených do řad. Kvádry jsou z měkkého kamene, většinou z opuky. Kvádříkové zdivo sahá pod hlavní římsu, která je vyzděná z cihel, stejně jako ostění oken. Věž je oproti lodi kostela vyzděna z místního lomového kamene (mušlového vápence), který má na hraně drobnou profilaci.
Fasáda kostela je po rekonstrukci v roce 2007 jednoduchá a nezdobená bez trhlin.

### Interiér

#### Interiér věže
Hranolová nesymetricky umístěná dvoupatrová věž je v obou patrech omítnutá. Patro, které je vysoké 4,7 m, bylo původně rozdělené na dvě podlaží. V přízemí je lomený kamenný portál. Okno na severní straně v 1. podlaží prochází přes celou výšku podlaží. Záklenek i špalety otvoru jsou plně vyzděné z cihel. V 2. patře jsou lomená okna s hlubokým ostěním. Všechna tato okna jsou úzké otvory s půlkruhovým záklenkem vyzděným z cihel a omítnuté, stejně jako části ostění. S ohledem na půlkruhový cihelný záklenek nelze otvory považovat za raně gotické, zároveň jsou ale zřetelně starší než barokně-gotická okna. Původně v 2. patře nad lomenými okny byly ještě po třech stranách menší okna, ale tyto otvory byly poškozeny a následně zakryty hodinovými ciferníky. Ve věži je také zvonová stolice.

#### interiér lodi
Interiér lodi je omítnutý a osvětlený dvěma páry oken. Loď kryje plochý strom s fabiony. Západní kruchta je dřevěná s gotizujícím poprsníkem, do věže se z ní otvírá půlkruhová arkáda, která je přístupná po dřevěných schodech, vložených do podvěží. Z lodi se otvírá půlkruhový oblouk do nízké apsidy sklenuté konchou. Apsidu prosvětluje románské okénko, které je v ose apsidy, a dvě gotická lomená boční okna, která mají šikmá odstupněná ostění.

## Zajímavosti

### Archeologický výzkum
Na přelomu srpna a září roku 2007 proběhl u této stavby archeologický výzkum. Během výzkumu byly pořízeny dvě sondy. První, venkovní sonda byla umístěna při jihozápadním nároží věže. Druhá sonda se pak nacházela uvnitř přízemí věže, v místě napojení věže na čelní zeď lodi kostela. Ve venkovní sondě došlo nejprve k odkrytí svrchní části základu věže a jednoho z opěrných pilířů. V hloubce cca 80 cm od povrchu sondy bylo zachyceno přiléhající pohřebiště. Bylo objeveno mnoho lidských kostí z většího počtu rozrušených hrobů rozložených v zhruba 40 cm silné vrstvě. Archeologický materiál zachycený v sondě pocházel převážně z opakovaně překopaného souvrství pohřebiště a nad ním se nacházejícího souvrství navážek, takže jeho výpovědní hodnota a datovací schopnost nebyla příliš velká. Základ věže byl proveden odlišným způsoben a z odlišného materiálu než opěrný pilíř. Technologie provedení základu ukazuje na patrně již raně gotický původ věže. Nárožní opěrný pilíř se oproti tomu ukázal jako evidentně novověký stavební prvek. Ve druhé sondě byl nejprve pod cca 60 cm silnou vrstvou navážek zachycen pozůstatek původní gotické podlahy věže, provedené z čtvercových keramických dlaždic, vsazených do vrstvy lité malty. Samotný základ věže byl na dotyk připojen k staršímu základu lodi kostela, který se vizuálně zdál být velmi starý. V severozápadním nároží sondy, v hloubce 90 cm byl zachycen přiložený depot 180 stříbrných mincí, tvořený téměř výhradně pražskými groši Jana Lucemburského. Nalezený depot rovněž datuje věž do první čtvrtiny 14. století. Archeologické výzkumy, které u stavby doposud proběhly, ale zatím přinesly doklady zejména o existenci pohřebiště, které u kostela prokazatelně fungovala v průběhu 13. století, o vrcholně středověkém osídlení lokality a o novověkých terénních úpravách. Současně s archeologickým výzkumem v interiéru věže byl realizován průzkum a dokumentace nadzemního zdiva a konstrukcí. Věž kostela je evidentně dodatečnou přístavbou, její stáří však je složitější. Zatímco u předrománského datování kostela v podstatě panuje shoda, časové zařazení je obtížnější, protože vlastní stavba prakticky postrádá starší architektonické prvky. Zatímco Václav Mencl řadil věž kostela do středověku, Anežka Merhautová-Livorová věž řadila již do 12. století a toto datování převzal i soupis uměleckých památek Čech. Průzkum zdiva věže nedoložil její raně gotické stáří, kterému nasvědčuje archeologický výzkum. Původní věž, stojící na staticky nejistém podloží, mohla být nahrazena mladší novostavbou, která poté byla několikrát staticky zajišťována. Statické problémy zřejmé ještě v pozdní renesanci vedly k přemístění zdejších zvonů do samostatné zvonice s bedněným patrem, nově vybudované, u druhého malínského kostela sv. Štěpána.

## Fotografie

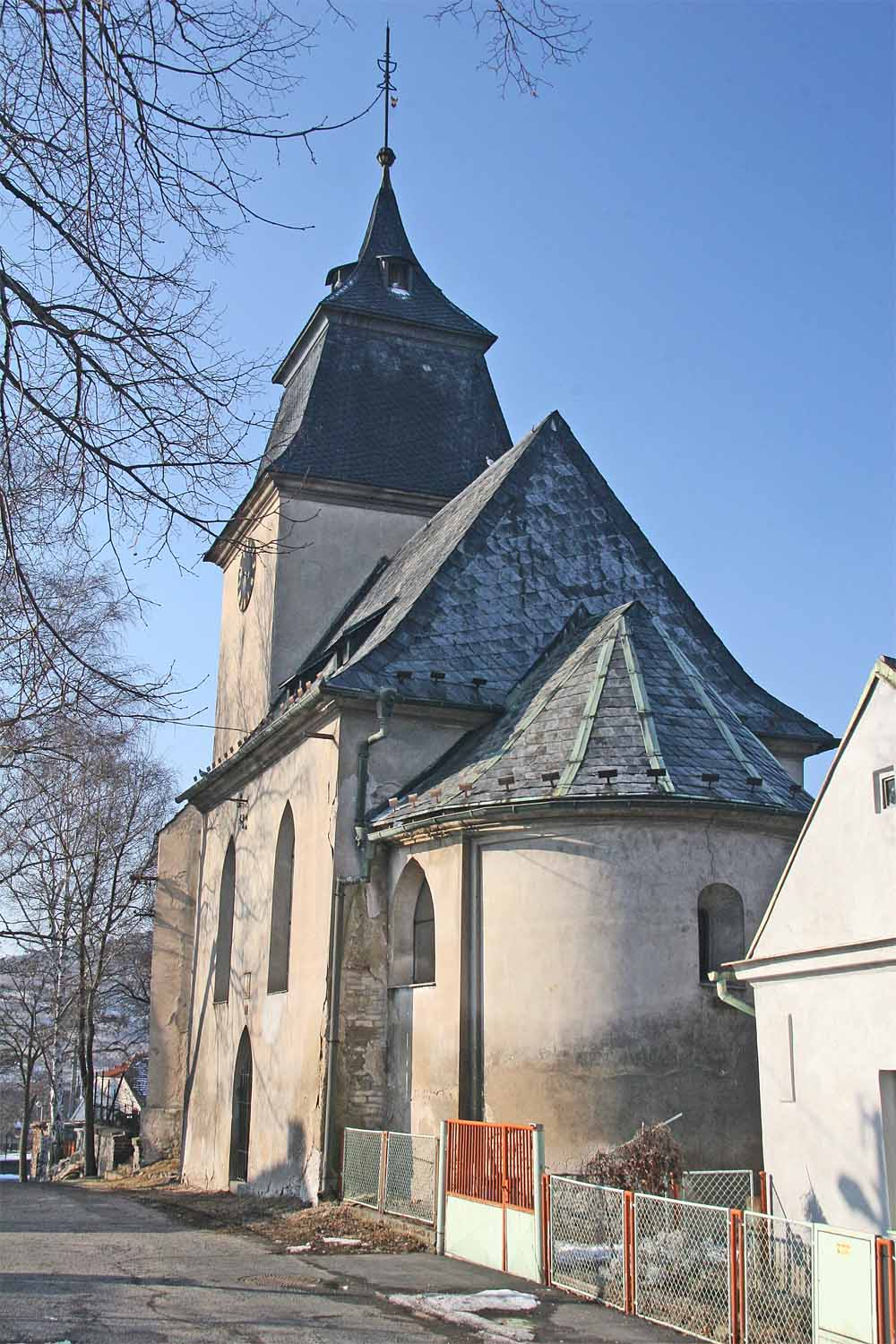
Pohled na kostel z východu před rekonstrukcí
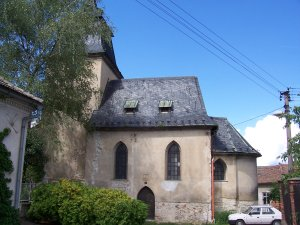
Pohled na kostel z jihu před rekonstrukcí
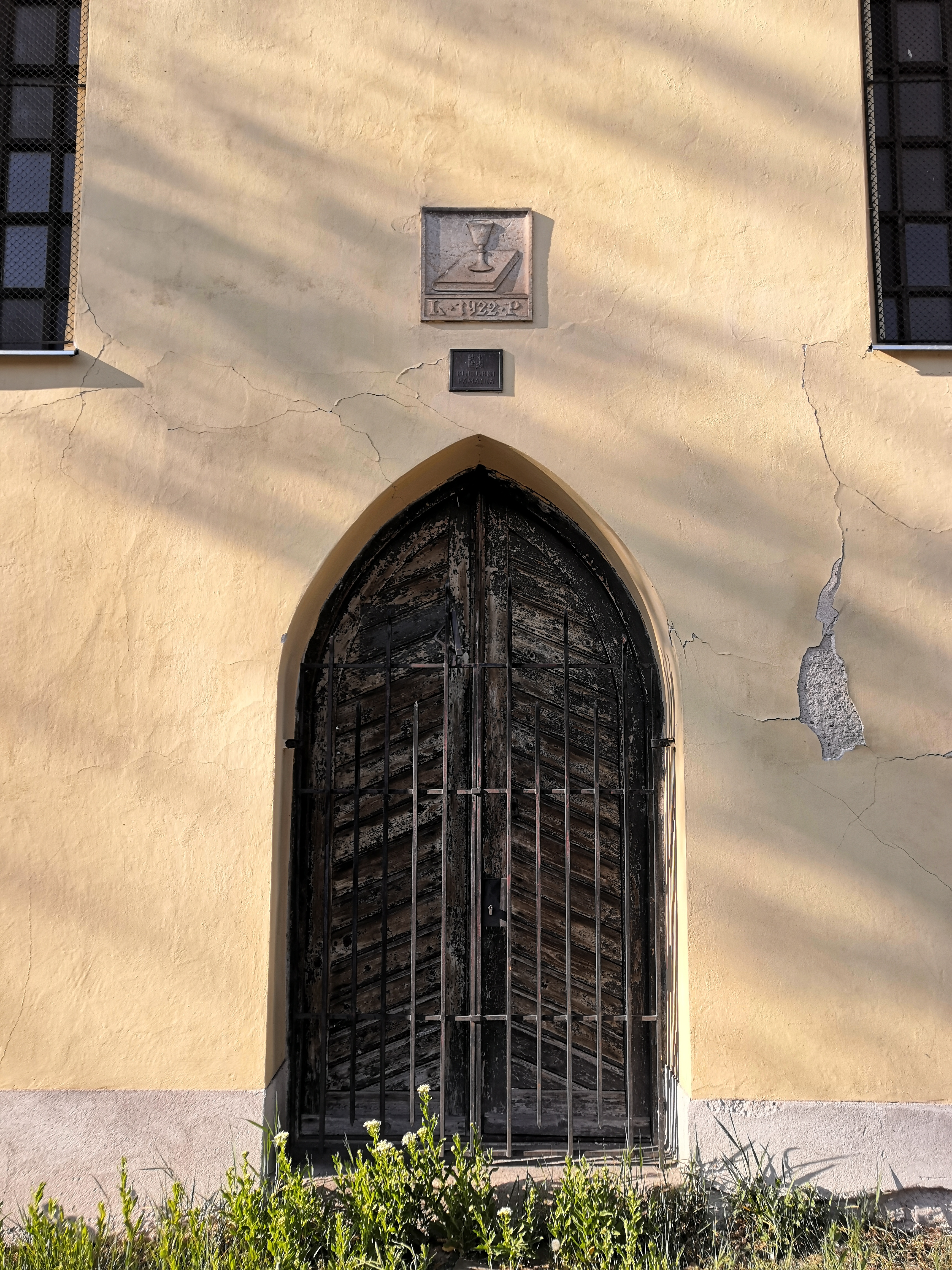
Hlavní vchod
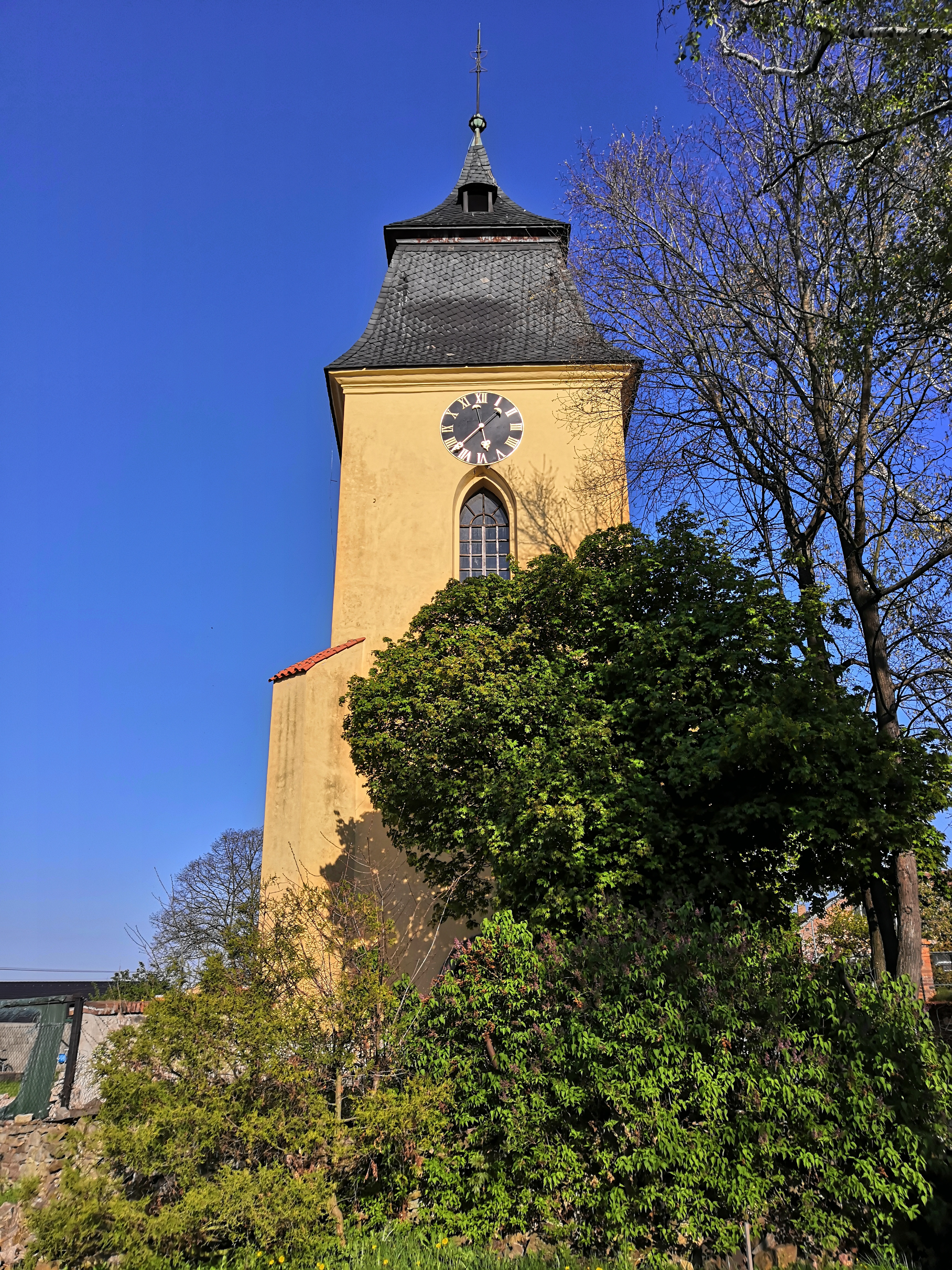
Věž kostela po rekonstrukci
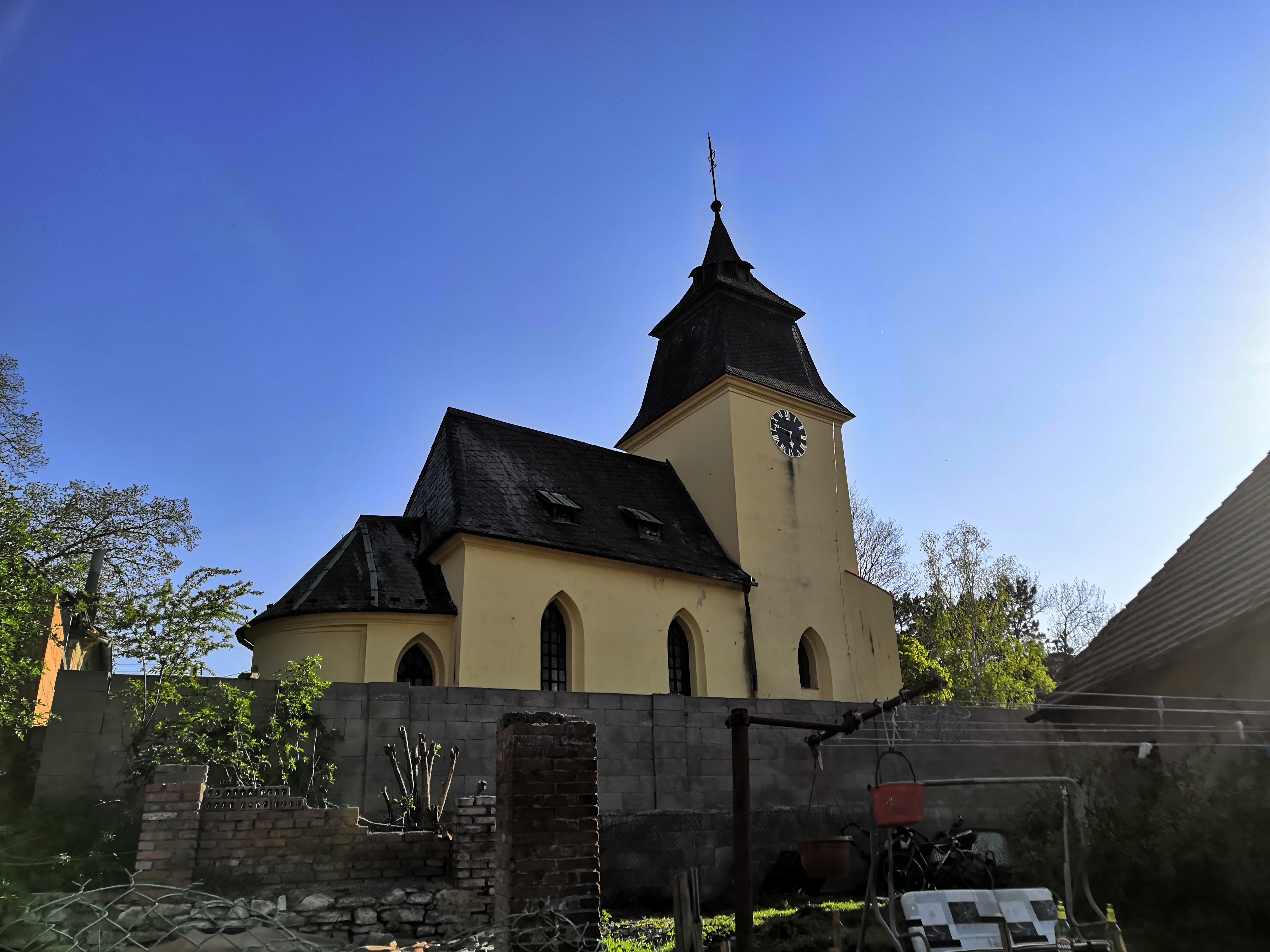
Pohled na kostel ze severu po rekonstrukci
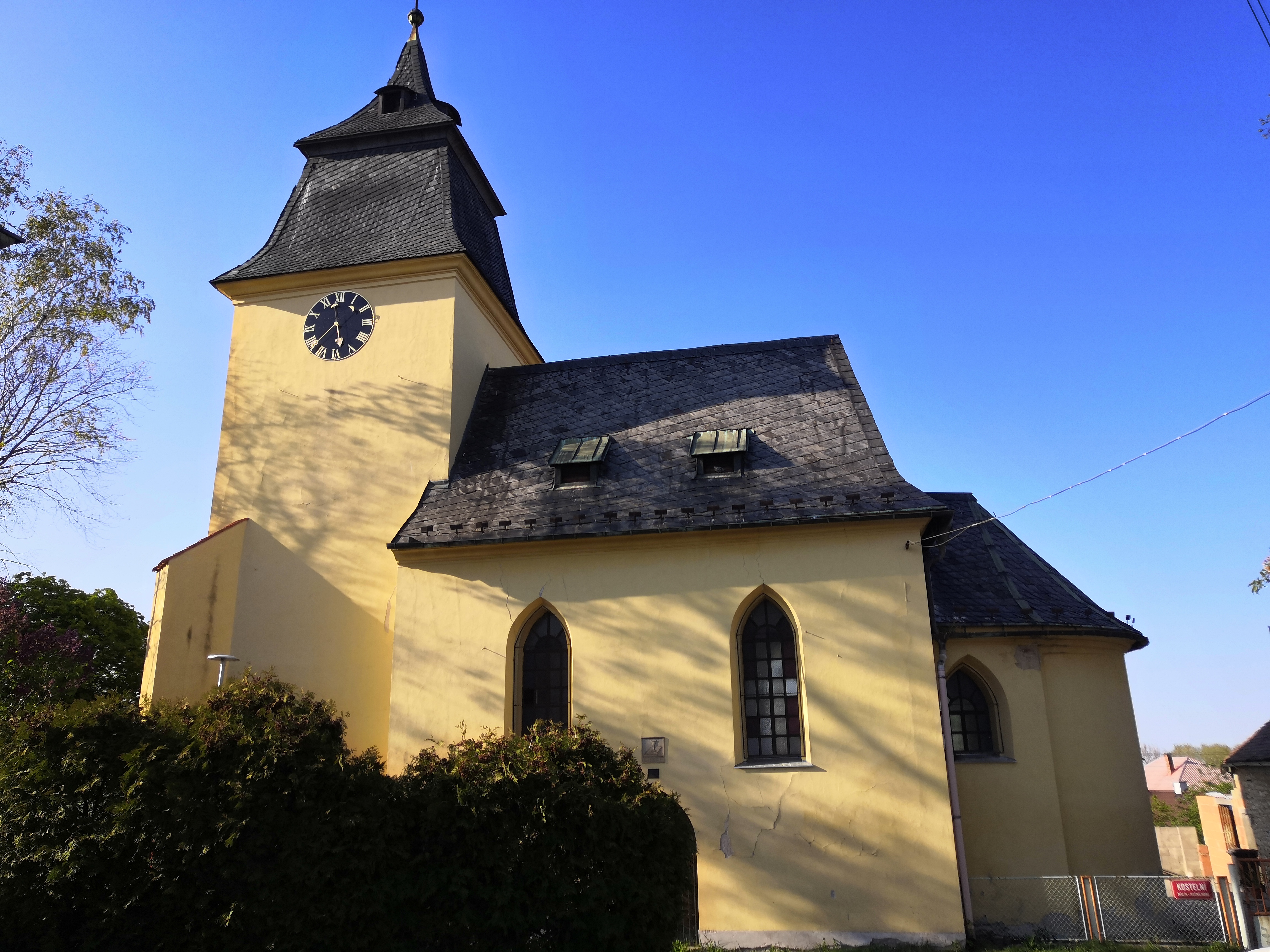
Pohled na kostel z jihu po rekonstrukci
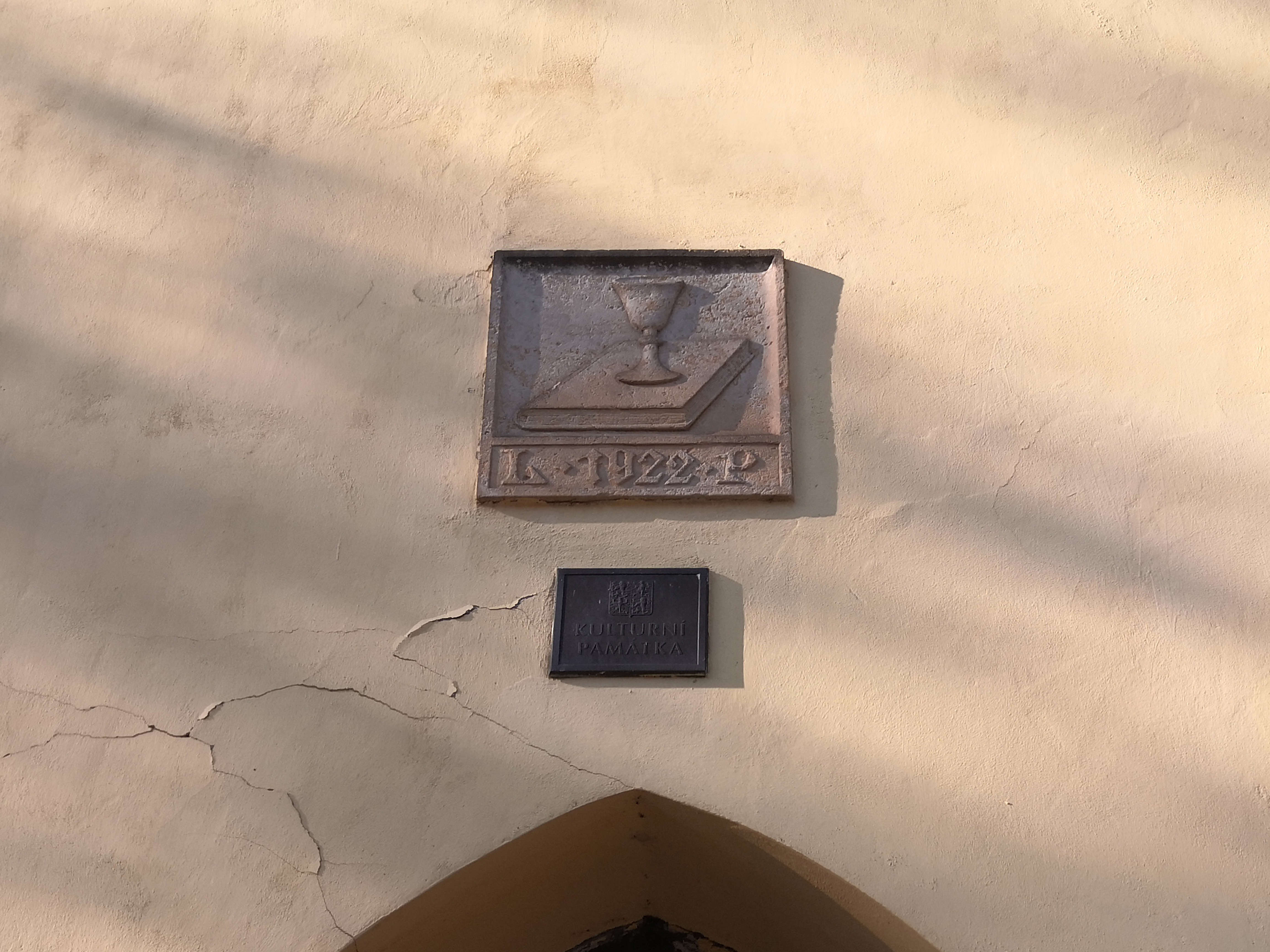
Detail Desky nad vchodem